# 新宿区立津久戸小学校

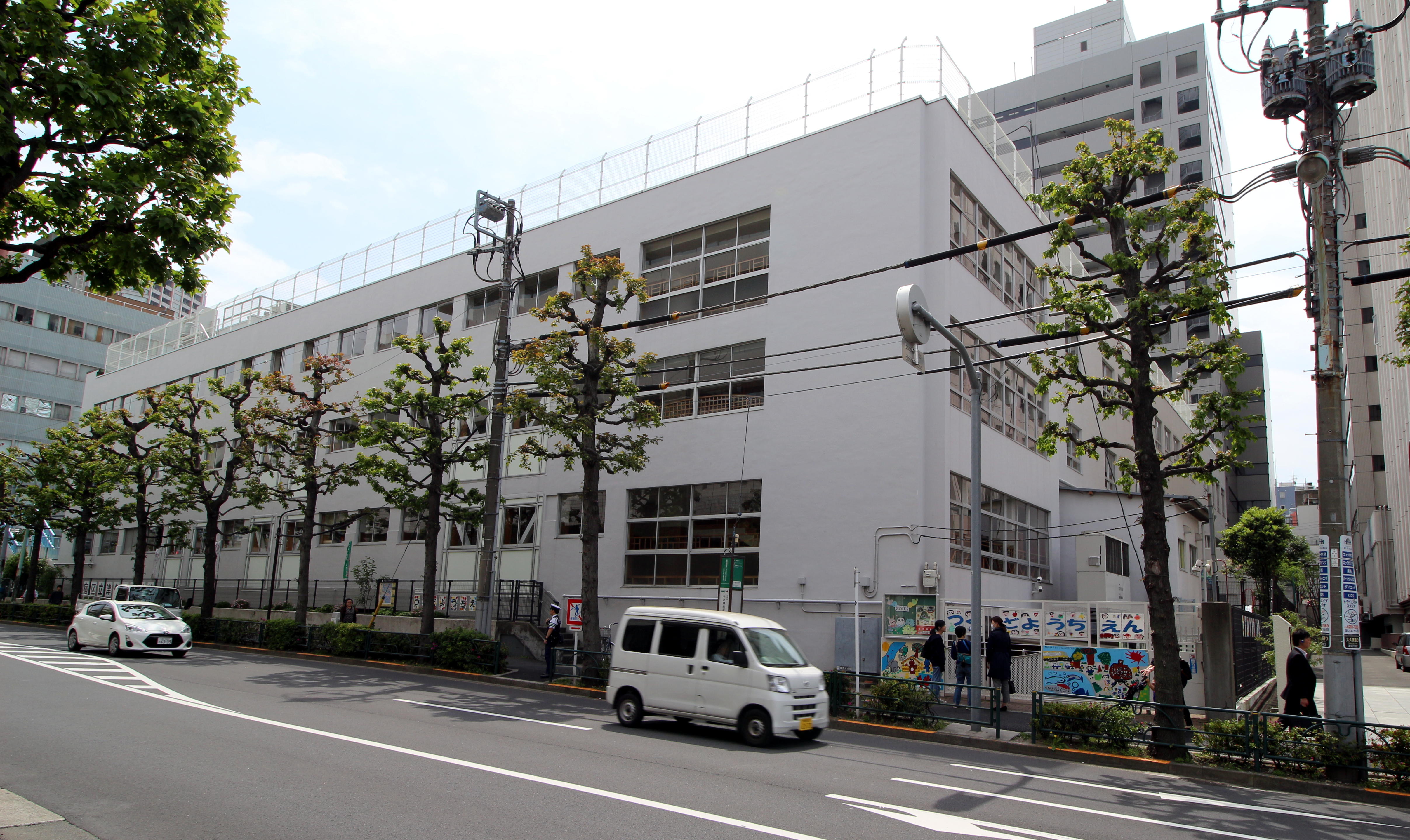
津久戸小学校の校舎

新宿区立津久戸小学校（しんじゅくくりつつくどしょうがっこう）は、東京都新宿区津久戸町2番2号にある新宿区立の公立小学校。飯田橋駅付近にある。

## 歴史
- 1904年 - 津久戸尋常小学校として創立。
- 1933年 - 鉄筋校舎が落成する。当時のモデル校だった。
- 1941年 - 東京市津久戸国民学校と改称する。
- 1945年 - 東京大空襲により付近に焼夷弾が投下され、あたり一面焼け野原になったが、一部が焼けただけで奇跡的に焼け残った。
- 1948年 - 東京都新宿区立津久戸小学校と改称。

## 校歌
第二次世界大戦以前は作曲家が作った校歌だったが、1947年に生徒に校歌に載せたい言葉を募集し、その言葉を元に教員が作曲してできた。この学校は奇跡的に焼け残ったが、その時の情景が歌詞となっている。

## 児童数・職員数
小学校の児童数と教員数
| 年度     | 児童総数 | 1年生 | 2年生 | 3年生 | 4年生 | 5年生 | 6年生 | 教員数 | 職員数 |
| -------- | -------- | ----- | ----- | ----- | ----- | ----- | ----- | ------ | ------ |
| 平成25年 | 290人    | 65人  | 34人  | 44人  | 45人  | 50人  | 52人  | 18人   | 3人    |
| 平成26年 | 285人    | 47人  | 64人  | 36人  | 44人  | 45人  | 49人  | 18人   | 3人    |
| 平成27年 | 294人    | 66人  | 44人  | 60人  | 37人  | 42人  | 45人  | 18人   | 3人    |
| 平成28年 | 311人    | 60人  | 64人  | 42人  | 62人  | 40人  | 43人  | 18人   | 3人    |
| 平成29年 | 330人    | 59人  | 61人  | 63人  | 44人  | 64人  | 39人  | 20人   | 4人    |
| 平成30年 | 344人    | 48人  | 58人  | 64人  | 64人  | 44人  | 66人  | 19人   | 1人    |
| 令和元年 | 334人    | 56人  | 49人  | 57人  | 62人  | 65人  | 45人  | 20人   | 2人    |
| 令和2年  | 359人    | 66人  | 55人  | 46人  | 59人  | 66人  | 67人  | 20人   | 1人    |
| 令和3年  | 342人    | 53人  | 66人  | 56人  | 45人  | 54人  | 68人  | 19人   | 1人    |
| 令和4年  | 320人    | 45人  | 53人  | 68人  | 53人  | 47人  | 54人  | 19人   | 1人    |
| 令和5年  | 312人    | 54人  | 44人  | 50人  | 64人  | 53人  | 47人  | 19人   | 1人    |

## 委員会
5年生以上が参加する。（児童委員会は4年生から参加する。）
- 放送委員会

朝の放送、昼の放送、下校の放送を日替わりの当番を決め、担当する。
朝の集会の日には集会委員会にマイクなどを渡す。
- 体育委員会

体育館のボール、クラスボールの手入れや、体育集会を企画、実行する。
- 集会委員会

集会を企画、実行する。集会がある日には、朝早めに登校し、練習をする。
- 児童委員会

生徒会のような役割を担う。
- 図書委員会

図書室の整備をすることが主な活動内容。
昼休みに図書室に来る当番を決め、当番は本を借りたい生徒や返したい生徒のカードにはんこを押す。
- 保健委員会

怪我人･病人が保健室に行く際に付き添う。

## クラブ活動
4年生以上が参加する。
- スポーツクラブ
- パソコンクラブ
- 創作クラブ
- 科学クラブ
- 家庭科クラブ
- 日本文化クラブ

## 行事
- 一年生を迎える会

児童委員会が中心となり企画、実行する。
- 送別球技大会

この行事は5年生が企画し、卒業する6年生を招待するという形式。近年、バスケットボールが連続しているが、過去にはバレーボールもあった。2017年以降行われていない。
- 6年生を送る会

児童委員会が中心となり企画、実行する。
- 兄弟清掃

6年生と1年生、5年生と2年生、4年生と3年生というペアで一緒に掃除をする。「地域清掃」や「兄弟遊び」もこのペアで行う。

## 著名な出身者
- 阿部謹也（歴史学者）
- 井上寿一（政治学者）
- 大佛次郎（小説家）
- 金子幸彦（ロシア文学者）
- 高梨豊（写真家）
- 牧野紘子（競泳選手）